# Lijst van merknamen die als soortnaam worden gebruikt
Dit is een lijst van merknamen die in het Nederlandse taalgebied zo zijn ingeburgerd dat men ze als soortnaam is gaan gebruiken. Dit verschijnsel heet merkverwatering of antonomasie.
In deze lijst staat eerst de merknaam of productnaam, gevolgd door de houder van de merknaam en dan de omschrijving van het ermee bedoelde product.

## A
- Airfryer (Philips), heteluchtfriteuse
- Aspirine (Bayer), pijnstiller[2]

## B
- Bahco, verstelbare moersleutel
- Bakeliet (Bakelite AG), fenolhars, de eerste soort kunststof
- Barbie (Mattel), plastic aankleedpop
- Baxter (Baxter International Inc.), infuus
- Berenhap (Mabos K&K), snack
- Bialetti (Alfonso Bialetti), mokkapot
- Bic, balpen[3]
- BiFi, worstje[4]
- BiNaS, informatieboek voor het Nederlandse voortgezet onderwijs in de natuurwetenschappen. Het alternatief wordt zelden bij eigen naam genoemd[5]
- Bobcat, graafmachine
- Borsalino, deukhoed[6]
- Brinta, ontbijtproduct (afkorting van BReakfast INstant TArwe)
- Botox (Allergan), merknaam voor botulinetoxine
- Buisman (firma Buisman), koffieversterker

## C
- Cellofaan/Cellophane (DuPont), een dunne kunststof film
- Celluloid (Alexander Parkes), een soort thermoplast
- Cif (Unilever), merknaam van schuurmiddel historisch in Vlaanderen gebruikt als soortnaam
- Chocomel (Nutricia),[7] nu een algemene naam voor alle merken chocolademelk
- Clark, een vorkheftruck, in Vlaanderen meestal aangeduid als clark[8]
- Cola (Coca-Cola), koolzuurhoudende frisdrank met colasmaak

## D
- Delco (Delco Electronics), stroomverdeler voor auto, gebruikt in Vlaanderen
- Derny, gangmaakmotor, oorspronkelijk van de Éts. Derny in Vichy
- Dinky Toys, modelauto, meestal in schaal 1:43
- Discman (Sony), draagbare cd-speler
- Dixi (TOI TOI & DIXI), mobiel toilet
- Duspol (Benning), 2-polige spanningstester

## E
- EpiPen, adrenaline-autoinjector

## F
- Formica, vezelversterkte kunststof
- Fotoshoppen (grafisch softwarepakket Photoshop van Adobe), digitale beeldbewerking (Van Dale verwijst ook in zijn uitleg naar het merk)
- Frikandel, gefrituurde gehaktworst[9]
- Frigo, voornamelijk in België voor koelkast, afkorting van Frigidaire, in 1918 door General Motors als handelsmerk geregistreerd
- Frigolite, voornamelijk in België voor geëxpandeerd polystyreen naar de merknaam van het Zweedse bedrijf Nordiska Frigolit Aktiebolaget
- Frisbee (Wham-O), plastic speelgoedschijf
- Fanta (The Coca-Cola Company), koolzuurhoudende frisdrank met sinaasappelsmaak

## G
- Googelen (Google) eerst alleen zoekmachine, nu algemeen voor zoeken op internet[10]
- Gyproc (Saint-Gobain), gipsplaat[11]

## H
- Heroïne (Bayer), diacetylmorfine[12][13]

## I
- Inbussleutel, het woord "inbus" is afkomstig van het Duitse bedrijf Innensechskantschraube Bauer und Schaurte
- Isomo, voornamelijk in België voor geëxpandeerd polystyreen
- iPad, wordt gebruikt voor alle soorten tablets[14][15]

## J
- Jacuzzi, bubbelbad
- Jeep (Chrysler), 4×4-terreinwagen
- Yo-Yo (Yo-Yo Manufacturing Company), kinderspeelgoed[16]

## K
- Kamut, voornamelijk in Nederland voor khorasantarwe[17]
- Kerosine (oorspronkelijk gespeld als Kerosene, Abraham Gesner), brandstof
- Kevlar (DuPont), vezels (para-aramide) voor kogelwerende vesten
- Kleenex (Kimberly-Clark Corporation), papieren zakdoekjes[18]
- Kliko, minicontainer
- Kodak, fototoestel[19][20][21][22][23][24]
- Kooiaap, meeneemheftruck, van de firma Kooi
- Kruimeldief (Black & Decker), kruimelzuiger
- Kwatta (merk), merk dat in de jaren '50 de generieke naam voor chocolade-repen was

## L
- Labello (Beiersdorf AG), lippenbalsem
- Linoleum (Frederick Walton), slijtvaste vloerbedekking
- Luxaflex (Hunter Douglas), horizontale jaloezieën[25][26][27][28]
- Lego (LEGO SYSTEM A/S) wordt ook voor andere plastic bouwblokken gebruikt

## M
- Maggi (Nestlé), smaakversterker voor gerechten
- Maizena (Unilever), soortnaam voor maïszetmeel
- Matchbox, speelgoedauto
- Maxi-Cosi (Dorel), autostoeltjes, kinderwagens en buggy's
- Meccano (Meccano Ltd.), metalen constructiespeelgoed
- Millet, merknaam voor type Nylonjas die in het midden van de jaren 80 een golf veroorzaakte
- Motel (Milestone Mo-Tel), algemene term voor goedkope hotels aan doorgaande wegen
- Multomap, ringband met 17 of 25 ringen

## N
- Nylontje (Nylon), glanzend jasje gemaakt van 100 % Polyamide (Nylon). Vooral in de jaren 70 een veel voorkomend artikel

## O
- Ossenwit (Vandemoortele), talg
- Otto, minicontainer[29] lokaal in Oost-Nederland

## P
- Pamper (Procter & Gamble), wegwerpluier (de fabrikant zegt steeds Pampers, ook in het enkelvoud)
- Pechelbuis, kunststof buis voor elektrische leidingen, elektrabuis, meestal uit PVC. (Zie ook Polivolt)
- Plexiglas, polymethylmethacrylaat
- Polaroid (Polaroid Corporation), instant fototoestel
- Popnagel (POP), blindklinknagel
- Portakabin, noodgebouw, modulair gebouw
- Post-it (3M), klevend memobriefje
- Pritt(-stift) (Henkel), lijmstift
- Pyrex (Corning Glass Works), hittebestendig glas

## R
- Ranja, aanmaaklimonade

## S
- Semtex (Explosiva), kneedbaar explosief
- Senseo, (Philips) koffiemachine met pads
- Skai (Konrad Hornschuch AG), kunstleer
- Solex (Vélosolex S.I.F.A.C.), bromfiets
- Spa (Spadel, naar de stad Spa), mineraalwater
- Stanleymes (Stanley Works), mes met verwisselbare bladen[30]

## T
- Taser (Taser International), stroomstootwapen
- Teflon (Chemours, voorheen DuPont), merknaam van de kunststof polytetrafluoretheen (PTFE)
- Tempex, in Nederland voor geëxpandeerd polystyreen[31]
- Thermoskan (Thermos LLC), vacuümbewaarfles[32]
- Ty-Rap (Thomas & Betts), kabelbinder
- Tikkie (ABN AMRO), uitsluitend in Nederland voor een mobiele app voor betaalverzoeken[33]
- Tipp-Ex (Tipp-Ex GmbH & Co), correctievloeistof
- TomTom (Tom Tom NV), gps-navigatiesysteem
- Trespa (Trespa International BV), harsplaat
- Tupperware (Earl Tupper), plastic producten, voornamelijk om voedsel luchtdicht in te bewaren

## V
- Valium (Hoffmann-La Roche), merknaam voor Diazepam
- Vaseline (Unilever), merknaam voor petrolatum
- Velux, dakvenster[34]
- Velcro, klittenband
- Vespa, bromfiets of scooter
- Viagra (Pfizer), merknaam voor Sildenafil
- Vise-Grip (vise-grip), merknaam voor griptang[35]
- Vlizotrap, uitvouwbare zoldertrap

## W
- Walkman (Sony), draagbare cassettespeler[36]
- Wasco, vetkrijt
- WD-40, kruipolie en waterverdrijvende spray
- Waxine, theelichtje
- Winchester (Winchester Repeating Arms Company), geweer
- Weckpot, J. WECK GmbH u. Co. KG, glazen pot bestemd voor het inmaken (wecken) van levensmiddelen
- Wybertje, ruitvormige keelpastille van Klene en bij vergelijking ruitvormig teken of motief[37]

## Z
- Zamboni (Zamboni & Co. Inc.), ijsdweilmachine
- Zeppelin (LZ, Luftschiffbau Zeppelin), stijf luchtschip (ook gebruikt voor slap luchtschip)
- Zodiac, opblaasboot